# Pérola do Lago
A Pérola do Lago é o parque que fica junto ao Lago Lemano no prolongamento do Cais Wilson em Genebra na Suíça.
No parque foram encontradas em 1926 as termas ricamente ornadas de um vila romana.

## Origem
Anteriormente conhecido como parque Bartholoni, do nome do fundador do Conservatório de Música de Genebra, neste fondoso parque encontrava-se a sua antiga casa construída em 1828 e que hoje é ocupada pelo Museu de História das Ciências  .

## Etimologia
A esposa de  Rodolphe Wilsdorf, fundador dos relógios Rolex admirada com a profusão de árvores do parque teria dito Isto é a pérola do Lago - em francês:  "Ceci est la perle du lac" .